# Departament San Martín (Santa Fe)
San Martín és un departament en la província de Santa Fe (Argentina).

## Població
Segons estadístiques de l'IPEC el 2007 tenia 63.725 habitants.

## Districtes
- Cañada Rosquín
- Carlos Pellegrini
- Casas
- Castelar
- Colonia Belgrano
- Crispi
- El Trébol
- Landeta
- Las Bandurrias
- Las Petacas
- Los Cardos
- María Susana
- Piamonte
- San Jorge
- San Martín de las Escobas
- Sastre
- Traill